# Potíže s Harrym
Potíže s Harrym je americký komediální snímek, natočený roku 1956 Alfredem Hitchcockem.

## Děj filmu
Starý kapitán se domnívá, že při lovu nešťastnou náhodou zabil náhodného účastníka (Harry) a mrtvolu ukryje. V průběhu děje se k „zabití“ Harryho přiznávají další osoby, aby nakonec vyšlo najevo, že Harry zemřel přirozenou smrtí na selhání srdce.

## Zajímavosti
Jde o velmi netypický film Alfreda Hitchcocka - komedii. I když prvek humoru (byť někdy poněkud morbidního) je přítomný takřka ve všech jeho filmech, pouze asi o tomto filmu lze říct, že jde o komedii. Snad právě proto nebyl film příliš úspěšný.